# Прежна (Мехединци)
Прежна (рум. Prejna) насеље је у Румунији у округу Мехединци у општини Балта. Oпштина се налази на надморској висини од 528 m.

## Становништво
Према подацима из 2002. године у насељу је живело 352 становника, од којих су сви румунске националности.